# Bede Griffiths
Bede Griffiths (* 17. Dezember 1906 in Walton-on-Thames, Vereinigtes Königreich; † 13. Mai 1993; Geburtsname Alan Richard Griffiths) war ein britischer Benediktinermönch und einer der bekanntesten christlichen Mystiker des 20. Jahrhunderts. Er wurde besonders bekannt durch seinen Religionsdialog mit dem Hinduismus, für den er viel Anerkennung erhielt. Er übernahm ab 1968 den Pilgerort Sat-Chit-Ananda Ashram (auch bekannt als Shantivanam) im südlichen Indien.

## Biografie

### Kindheit
Alan Richard Griffiths wurde in Walton-on-Thames als jüngstes von vier Kindern geboren. Der Malerbetrieb seines Vaters ging bald in Konkurs, wodurch die Familie an Ansehen verlor. Seine Mutter arbeitete seitdem als Putzfrau und sicherte so das Überleben der Familie. Die Familie gehörte der anglikanischen Kirche an, so dass Alan in dieser Kirche auch getauft wurde. Er zeigte schon früh gute intellektuelle Anlagen. Mit vier Jahren lernte er bereits Französisch, mit sieben Latein und mit neun Griechisch.
Nach einigen Jahren an einer privaten, vorbereitenden Schule kam Alan mit zwölf Jahren an die Internatsschule Christs Hospital School in Sussex. Zu dieser Zeit interessierte ihn besonders englische Literatur. Er lernte ebenfalls Klavier zu spielen. Alan ließ sich stark von Naturpoeten wie Wordsworth und Keats beeinflussen und entwickelte ein schwärmerisches Verhältnis zur Natur. Griffiths fühlte sich zum Pazifismus hingezogen und weigerte sich an den militärischen Gruppen, die an der Schule organisiert wurden, teilzunehmen.
Am Ende seiner Schulzeit soll er ein für sein Leben entscheidendes Erlebnis gehabt haben: Während eines Spazierganges will er eine Eingebung erhalten haben, die er später die goldene Schnur nannte (The golden string). Durch dieses Erlebnis sei ihm bewusst geworden, wie er sein Leben handhaben solle. 1954 schrieb er rückblickend ein Buch über seinen Weg zur katholischen Kirche und nannte es: The golden string.

### Studien
Da Griffith in der Schule stets Klassenbester war, bekam er bald ein Stipendium. Im Oktober 1925 ging Griffiths nach Oxford, wo er am Magdalen College englische Literatur studierte. Als Lehrer hatte er den Forscher und Autor C.S. Lewis, der bald ein guter Freund wurde. Auf Lewis Rat hin fing Griffiths an, auch Philosophie zu studieren. 1929 verließ er die Universität und setzte seine Studien im Elternhaus fort, das sich nun in Newbury befand. Dort fing er an, die Bhagavad Gita und das Tao te Ching zu studieren.
Nach seinem Studium verbrachte er die nächste Zeit mit zwei Freunden auf dem Lande. Mit selbst gemolkener Kuhmilch, die sie dann verkauften, sicherten sie ihr Einkommen. Die drei Männer wollten bei diesem Versuch der Natur näherkommen.

### Klosterdasein und Indien
Um 1930 besuchte Griffith für sechs Wochen die Benediktinerabtei Prinknash bei Gloucester. Nach dieser Zeit fühlte er sich so geborgen, dass er zur katholischen Kirche konvertierte. Am 20. Dezember 1932 wurde er als Benediktinernovize eingekleidet und nahm den Mönchsnamen „Bede“ an, der etymologisch betrachtet germanisch-keltischen Ursprungs ist und bedeutet: ewig, lebendig, unsterblich.
Von 1947 bis 1951 war Bede Griffiths Prior in den Klöstern Farnborough und Pluscarden. Allerdings hatte er keinen Gefallen an der Führung eines Klosters, und so bemühte er sich, diese Funktion aufgeben zu können. Er hatte bereits Kontakt mit indischer Literatur, und auch die Lehren von Pater Benedikt Alapatt bewegten ihn. So entschied er sich 1955, nachdem er exklaustriert wurde, mit Alapatt nach Mumbai, Indien zu gehen. Nach Sanskrit-Studium und 10-jährigem Aufenthalt im Kurisumala Ashram des belgischen Trappisten Francis Mahieu übernahm Bede Griffiths im Jahre 1968 den Pilgerort Sat-Chit-Ananda Ashram (auch bekannt als Shantivanam).
Er verstarb am 13. Mai 1993.

## Prominente Stimmen zu Bede Griffiths
„Seine Vision hat ihm den Weg gewiesen, Herz und Verstand der Menschen zu öffnen für den Frieden und die Einheit, welche aus dem Verständnis der gegenseitigen Anerkennung der großen Religionen erwachsen.“

„Bede Griffiths ist ein authentischer Zeuge für die Weisheit der großen Religionen. Er offenbart meisterlich und wunderbar die Gegenwart Gottes.“

„Bede Griffiths gehört zu den wenigen spirituellen Meistern unserer Zeit, von denen es leider zu wenige gibt.“

## Werke

### Deutsch
- Eine Welt – eine Menschheit – eine Religion: Auf dem Weg ins innere Universum.: Sheema-Medien, Wasserburg/Inn 2007, ISBN 978-3-931560-27-0
- Dhammapada: der Wahrheitspfad. Königsdorfer, Königsdorf 2006, ISBN 3-9807847-6-2
- Die Hochzeit von Ost und West: Hoffnung für die Menschheit. Müller, Salzburg 2003, ISBN 3-7013-0667-2
- Göttliche Gegenwart. Müller, Salzburg 2002, ISBN 3-7013-1056-4

### Englisch
- The Golden String: An Autobiography, (1954), Templegate Publishers, 1980 Ausgabe: ISBN 0-87243-163-0, Medio Media, 2003: ISBN 0-9725627-3-7
- Christ in India: Essays Towards a Hindu-Christian Dialogue (1967), Templegate Publishers, 1984, ISBN 0-87243-134-7
- Return to the Center, (1976), Templegate Publishers, 1982, ISBN 0-87243-112-6
- Marriage of East and West: A Sequel to The Golden String, Templegate Publishers, 1982, ISBN 0-87243-105-3
- Cosmic Revelation: The Hindu Way to God, Templegate Publishers, 1983, ISBN 0-87243-119-3
- A New Vision of Reality: Western Science, Eastern Mysticism and Christian Faith, Templegate Publishers, 1990, ISBN 0-87243-180-0
- River of Compassion: A Christian Commentary on the Bhagavad Gita, (1987), Element Books, 1995 reprint: ISBN 0-8264-0769-2
- Bede Griffiths, Templegate Publishers, 1993, ISBN 0-87243-199-1
- The New Creation in Christ: Christian Meditation and Community, Templegate Publishers, 1994, ISBN 0-87243-209-2
- (co-editor with Roland R. Ropers), Psalms for Christian Prayer, Harpercollins, 1996, ISBN 0-00-627956-2
- John Swindells (Herausgeber), A Human Search: Bede Griffiths Reflects on His Life: An Oral History, Triumph Books, 1997, ISBN 0-89243-935-1
- Bruno Barnhart (Herausgeber), The One Light: Bede Griffiths' Principle Writings, Templegate Publishers, 2001, ISBN 0-87243-254-8
- Thomas Matus (Herausgeber), Bede Griffiths: Essential Writings, Orbis Books, 2004, ISBN 1-57075-200-1
- Universal Wisdom: A Journey Through the Sacred Wisdom of the World. Bede Griffiths, HarperCollins, 1994.